# Tentative d'assassinat de Massoud Pezechkian
La tentative d'assassinat de Massoud Pezechkian survient le 16 juin 2025 lorsque les forces israéliennes tentent d'assassiner le président iranien Massoud Pezechkian lors de la guerre Iran-Israël,,,. Selon l'agence de presse Fars, et également confirmé par des sources du renseignement américain, Pezechkian est légèrement blessé en échappant à la tentative d'assassinat,,,. La tentative d'assassinat du président Pezechkian se produit alors qu'il participe à une réunion du Conseil suprême de sécurité nationale à Téhéran avec d'autres hauts responsables iraniens, dont Mohseni Ejei, chef du pouvoir judiciaire et le président du Parlement Mohammad Bagher Ghalibaf,.

## Contexte
Une guerre entre l'Iran et Israël éclate lorsqu'Israël lance des attaques surprises contre des installations militaires et nucléaires clés en Iran le 13 juin 2025, au milieu de la guerre de Gaza et de ses retombées régionales plus larges,. Dans les premières heures de la guerre, les forces aériennes et terrestres israéliennes assassinent certains des principaux dirigeants militaires iraniens, des scientifiques nucléaires et des politiciens,. Le ministre israélien de la Défense, Israel Katz, déclare en 2025 que son pays veut également tuer le guide suprême de l'Iran, Ali Khamenei, pendant la guerre Iran-Israël, mais qu'il ne sait pas où il se trouve,,,,.

## Tentative d'assassinat
Le président iranien Massoud Pezechkian et d'autres responsables iraniens déclarent que le 16 juin 2025, pendant la guerre Iran-Israël, une tentative d'assassinat du président se produit alors qu'il participe à une réunion du Conseil suprême de sécurité nationale avant midi avec d'autres hauts responsables iraniens, dont Mohseni Ejei, chef du pouvoir judiciaire, et le président du Parlement, Mohammad Bagher Ghalibaf, et suggère que les forces israéliennes ont été informées par des espions,,,,. Selon les rapports, Pezechkian est légèrement blessé en échappant à la tentative d'assassinat, souffrant d'une blessure mineure à la jambe.
La tentative d'assassinat comprend une frappe sur un bâtiment où Pezechkian tient une réunion avec d'autres hauts responsables iraniens. La frappe utilise six missiles ou bombes pour cibler les entrées et les sorties du bâtiment afin de bloquer les voies d'évacuation et de perturber la circulation de l'air, rappelant l'opération qui a tué le chef du Hezbollah Hassan Nasrallah. Malgré une coupure de courant à l'étage ciblé, les responsables iraniens, dont Pezechkian, réussissent à s'échapper par une sortie de secours pré-planifiée. Pezechkian et quelques autres personnes sont légèrement blessés à la jambe pendant l'évasion.

## Conséquences
La précision de l'attaque incite les autorités iraniennes à enquêter sur la possibilité d'une violation des services de renseignement. À la suite de l'échec de la tentative d'assassinat, l'Iran affirme que la tentative d'assassinat fait partie d'un plan israélien visant à renverser le régime en Iran, et que la frappe vise les chefs des branches exécutive, législative et judiciaire afin de perturber les opérations de l'État. L'Iran jure qu'Israël paiera le prix de la tentative d'assassinat du président Pezechkian. Le Premier ministre israélien Benyamin Netanyahou déclare qu'il n'a pas exclu d'assassiner Khamenei à l'avenir,,,.

## Réactions
Selon l'ancien ministre iranien des Affaires étrangères, Mohammad Djavad Zarif, Israël "a rompu une tradition millénaire" en ciblant les dirigeants nationaux, et cela a pour but d'apporter le chaos dans la région.